# 斗争 (政党)
斗争（毛里求斯克里奥尔语：Lalit）是毛里求斯的一个左翼政党。该党成立于1981年，分裂自毛里求斯战斗运动。该党的起源可追溯至一份创办于1976年的月刊《阶级斗争》。该党的意识形态是社会主义、环境保护主义、反资本主义、国际主义。该党曾是第四国际的同情组织。